# Dominik Černý
Dominik Černý (ur. 1 listopada 1997) – słowacki chodziarz sportowy, olimpijczyk z Paryża 2024.

## Kariera
Dominik Černý w 2013 zdobył wicemistrzostwo Słowacji U18 na dystansie 5000 m. Rok później został mistrzem Słowacji w tej kategorii wiekowej na dystansie 3000 m. W 2016 roku zajął 27. miejsce na Mistrzostwach Świata Juniorów w chodzie na 10000 m. Na Młodzieżowych Mistrzostwa Europy w Lekkoatletyce 2017 zajął 18. miejsce na 20 km. W tym samym roku brał także udział w Uniwersjadzie na tym samym dystansie, gdzie zajął 13. pozycję.
W 2020 roku został w Trnawie wicemistrzem Słowacji na dystansie 20 km. W kolejnym roku zdobywał srebrne medale krajowych mistrzostw na dystansach 10, 20 i 35 km. W następnych latach zdobywał mistrzostwa Słowacji na 10 km, 20 km, 35 km, 10 000 m i 20 000 m.
Od 2022 roku reprezentuje Słowację na imprezach rangi mistrzowskiej: mistrzostwach świata i Europy. Najwyższe miejsca to 13. na Mistrzostwach Europy w Rzymie na 20 km w 2024 i 19. na 35 km na Mistrzostwach Świata w Budapeszcie w 2023.
Wystąpił dwukrotnie na Letnich Igrzyskach Olimpijskich w Paryżu w 2024, gdzie na dystansie 20 km osiągnął 34. pozycję i 18. miejsce w sztafecie mieszanej na dystansie maratonu z Haną Burzalovą.
Zajął 8. miejsce w plebiscycie na słowackiego lekkoatletę roku 2022 (Atlét roka 2022), w 2023 zajął miejsce 5.

## Osiągnięcia

### Międzynarodowe
| Rok  | Impreza                                          | Miejsce    | Konkurencja                                                | Pozycja     | Wynik   |
| ---- | ------------------------------------------------ | ---------- | ---------------------------------------------------------- | ----------- | ------- |
| 2021 | Uniwersjada                                      | Chengdu    | chód na 20 km                                              | 7. miejsce  | 1:28:38 |
| 2022 | Mistrzostwa Świata                               | Oregon     | chód na 20 km                                              | 37. miejsce | 1:29:41 |
| 2022 | Mistrzostwa Świata                               | Oregon     | chód na 35 km                                              | 31. miejsce | 2:35:39 |
| 2022 | Mistrzostwa Europy                               | Monachium  | chód na 20 km                                              | 14. miejsce | 1:25:38 |
| 2023 | Drużynowe Mistrzostwa Europy w Chodzie Sportowym | Podiebrady | chód na 20 km                                              | 21. miejsce | 1:26:18 |
| 2023 | Mistrzostwa Świata                               | Budapeszt  | chód na 20 km                                              | 34. miejsce | 1:23:42 |
| 2023 | Mistrzostwa Świata                               | Budapeszt  | chód na 35 km                                              | 19. miejsce | 2:32:56 |
| 2024 | Drużynowe Mistrzostwa Świata w Chodzie Sportowym | Antalya    | sztafeta mieszana w chodzie                                | 21. miejsce | 3:05:38 |
| 2024 | Mistrzostwa Europy                               | Rzym       | chód na 20 km                                              | 13. miejsce | 1:22:56 |
| 2024 | Igrzyska Olimpijskie                             | Paryż      | chód na 20 km                                              | 34. miejsce | 1:23:25 |
| 2024 | Igrzyska Olimpijskie                             | Paryż      | sztafeta w chodzie na dystansie maratonu z: Hana Burzalová | 18. miejsce | 3:03:54 |
| 2025 | Drużynowe Mistrzostwa Europy w Chodzie Sportowym | Podiebrady | chód na 35 km                                              | 6. miejsce  | 2:27:42 |

### Krajowe
| Rok  | Impreza                              | Miejsce         | Konkurencja      | Pozycja    | Wynik      |
| ---- | ------------------------------------ | --------------- | ---------------- | ---------- | ---------- |
| 2020 | Mistrzostwa Słowacji Seniorów        | Trnawa          | chód na 20 km    | 2. miejsce | 1:47:39    |
| 2021 | Mistrzostwa Słowacji Seniorów        | Dudince         | chód na 20 km    | 2. miejsce | 1:43:52    |
| 2021 | Mistrzostwa Słowacji Seniorów        | Borský Mikuláš  | chód na 10 km    | 2. miejsce | 42:50      |
| 2021 | Mistrzostwa Słowacji Seniorów        | Banská Bystrica | chód na 35 km    | 2. miejsce | 2:51:41    |
| 2022 | Halowe Mistrzostwa Słowacji Seniorów | Bratysława      | chód na 5000 m   | 2. miejsce | 20:47,67   |
| 2022 | Mistrzostwa Słowacji Seniorów        | Borský Mikuláš  | chód na 10 km    | 1. miejsce | 41:37      |
| 2022 | Mistrzostwa Słowacji Seniorów        | Banská Bystrica | chód na 20 000 m | 1. miejsce | 1:26:25,25 |
| 2023 | Mistrzostwa Słowacji Seniorów        | Banská Bystrica | chód na 20 km    | 1. miejsce | 1:23:51    |
| 2023 | Mistrzostwa Słowacji Seniorów        | Borský Mikuláš  | chód na 10 km    | 1. miejsce | 41:07      |
| 2023 | Mistrzostwa Słowacji Seniorów        | Banská Bystrica | chód na 10 000 m | 1. miejsce | 40:55,12   |
| 2023 | Mistrzostwa Słowacji Seniorów        | Banská Bystrica | chód na 20 000 m | 1. miejsce | 1:24:25,7  |
| 2025 | Mistrzostwa Słowacji Seniorów        | Dudince         | chód na 35 km    | 1. miejsce | 2:26:31    |

## Życie prywatne
Po zakończeniu chodu na 35 km na mistrzostwach świata w Budapeszcie w 2023 roku, na mecie oświadczył się słowackiej chodziarce Hanie Burzalovej.